# Bonifazio Caetani
Bonifazio Caetani (Roma, 1567 – Roma, 24 giugno 1617) è stato un cardinale e arcivescovo cattolico italiano.

## Biografia
Bonifazio Caetani dei duchi di Sermoneta nacque a Roma nel 1567. Quartogenito di Onorato ed Agnese Colonna di Paliano, era fratello di Antonio Caetani, bisnipote del cardinale Niccolò Caetani, nipote del cardinale Enrico Caetani, e zio del cardinale Luigi Caetani. Tra i suoi antenati spicca la figura di Benedetto Caetani, divenuto in seguito papa Bonifacio VIII. In linea materna era cugino del cardinale Ascanio Colonna.
Dal 1586 frequentò giurisprudenza presso l'Università di Bologna, dove fu allievo di Gerolamo Boccadiferro e conobbe e divenne amico di Torquato Tasso.
Vescovo di Cassano dall'8 novembre 1599 per volere di papa Clemente VIII, papa Paolo V lo elevò al rango di cardinale presbitero di Santa Pudenziana nel concistoro dell'11 settembre 1606. Il 22 aprile 1613 fu trasferito alla sede metropolitana di Taranto.
Caetani accrebbe il numero dei canonici da otto a dodici e celebrò un Sinodo Diocesano che diede alle stampe in Roma nel 1615.
Morì il 24 giugno 1617 all'età di 50 anni e fu sepolto nella Basilica di Santa Pudenziana.

## Successione apostolica
La successione apostolica è:
- Cardinale Bartolomeo Cesi (1608)
- Cardinale Pier Paolo Crescenzi (1612)
- Vescovo Nicola Antonio Spinelli, C.R. (1612)
- Vescovo Cesare Ventimiglia (1615)
- Vescovo Giovanni Battista Lancellotti (1615)
- Vescovo Tommaso Brandolini, O.P. (1615)

## Albero genealogico
|                                         |                                       |                                             | Genitori                                   |  |  | Nonni |  |  | Bisnonni                               |  |  | Trisnonni                               |  |
|                                         |                                       |                                             |                                            |  |  |       |  |  | Camillo Caetani, III duca di Sermoneta |  |  | Guglielmo Caetani, II duca di Sermoneta |  |
|                                         |                                       |                                             |                                            |  |  |       |  |  | Camillo Caetani, III duca di Sermoneta |  |  | Guglielmo Caetani, II duca di Sermoneta |  |
|                                         |                                       | Francesca Conti                             |                                            |  |  |       |  |  | Camillo Caetani, III duca di Sermoneta |  |  |                                         |  |
| Bonifacio Caetani, IV duca di Sermoneta |                                       |                                             |                                            |  |  |       |  |  | Camillo Caetani, III duca di Sermoneta |  |  |                                         |  |
|                                         |                                       | Beatrice Caetani d'Aragona                  | Onorato Caetani, I duca di Traetto         |  |  |       |  |  |                                        |  |  |                                         |  |
|                                         |                                       | Beatrice Caetani d'Aragona                  | Onorato Caetani, I duca di Traetto         |  |  |       |  |  |                                        |  |  |                                         |  |
|                                         |                                       | Beatrice Caetani d'Aragona                  | Lucrezia d'Aragona                         |  |  |       |  |  |                                        |  |  |                                         |  |
| Onorato Caetani, V duca di Sermoneta    |                                       | Beatrice Caetani d'Aragona                  |                                            |  |  |       |  |  |                                        |  |  |                                         |  |
|                                         |                                       | Alberto III Pio di Savoia, signore di Carpi | Lionello I Pio di Savoia, signore di Carpi |  |  |       |  |  |                                        |  |  |                                         |  |
|                                         |                                       | Alberto III Pio di Savoia, signore di Carpi | Lionello I Pio di Savoia, signore di Carpi |  |  |       |  |  |                                        |  |  |                                         |  |
|                                         |                                       | Alberto III Pio di Savoia, signore di Carpi | Caterina Pico                              |  |  |       |  |  |                                        |  |  |                                         |  |
| Caterina Pio di Savoia                  |                                       | Alberto III Pio di Savoia, signore di Carpi |                                            |  |  |       |  |  |                                        |  |  |                                         |  |
|                                         |                                       | Cecilia Orsini di Monterotondo              | Franciotto Orsini di Monterotondo          |  |  |       |  |  |                                        |  |  |                                         |  |
|                                         |                                       | Cecilia Orsini di Monterotondo              | Franciotto Orsini di Monterotondo          |  |  |       |  |  |                                        |  |  |                                         |  |
|                                         |                                       | Cecilia Orsini di Monterotondo              | Violante Orsini di Mugnano                 |  |  |       |  |  |                                        |  |  |                                         |  |
| Bonifazio Caetani                       |                                       | Cecilia Orsini di Monterotondo              |                                            |  |  |       |  |  |                                        |  |  |                                         |  |
|                                         | Fabrizio I Colonna, I duca di Paliano | Odoardo Colonna                             |                                            |  |  |       |  |  |                                        |  |  |                                         |  |
|                                         | Fabrizio I Colonna, I duca di Paliano | Odoardo Colonna                             |                                            |  |  |       |  |  |                                        |  |  |                                         |  |
|                                         | Fabrizio I Colonna, I duca di Paliano | Filippa Conti                               |                                            |  |  |       |  |  |                                        |  |  |                                         |  |
| Ascanio I Colonna, II duca di Paliano   | Fabrizio I Colonna, I duca di Paliano |                                             |                                            |  |  |       |  |  |                                        |  |  |                                         |  |
|                                         |                                       | Agnese di Montefeltro                       | Federico da Montefeltro                    |  |  |       |  |  |                                        |  |  |                                         |  |
|                                         |                                       | Agnese di Montefeltro                       | Federico da Montefeltro                    |  |  |       |  |  |                                        |  |  |                                         |  |
|                                         |                                       | Agnese di Montefeltro                       | Battista Sforza                            |  |  |       |  |  |                                        |  |  |                                         |  |
| Agnesina Colonna                        |                                       | Agnese di Montefeltro                       |                                            |  |  |       |  |  |                                        |  |  |                                         |  |
|                                         |                                       | Ferdinando d'Aragona, duca di Montalto      | Ferdinando I di Napoli                     |  |  |       |  |  |                                        |  |  |                                         |  |
|                                         |                                       | Ferdinando d'Aragona, duca di Montalto      | Ferdinando I di Napoli                     |  |  |       |  |  |                                        |  |  |                                         |  |
|                                         |                                       | Ferdinando d'Aragona, duca di Montalto      | Diana Guardato                             |  |  |       |  |  |                                        |  |  |                                         |  |
| Giovanna d'Aragona                      |                                       | Ferdinando d'Aragona, duca di Montalto      |                                            |  |  |       |  |  |                                        |  |  |                                         |  |
|                                         |                                       | Castellana de Cardona                       | Ramon de Cardona, barone di Bellpuig       |  |  |       |  |  |                                        |  |  |                                         |  |
|                                         |                                       | Castellana de Cardona                       | Ramon de Cardona, barone di Bellpuig       |  |  |       |  |  |                                        |  |  |                                         |  |
|                                         |                                       | Castellana de Cardona                       | Isabel de Requesens                        |  |  |       |  |  |                                        |  |  |                                         |  |
|                                         |                                       | Castellana de Cardona                       |                                            |  |  |       |  |  |                                        |  |  |                                         |  |